# 黃學海
黃學海（？—？），字宗于，廣寧左屯衛軍籍直隸常州府無錫縣人，明朝政治人物。

## 生平
嘉靖三十四年（1555年）乙卯科順天府鄉試第三十三名舉人。嘉靖四十一年（1562年）中式壬戌科會試第一百十四名，三甲第九十四名進士。授内黄縣知縣，官至赣州府知府，萬曆二年（1574年）正月革任听堪。

## 著作
撰有《筠齋漫錄》十三卷，明萬曆三十年刻本。

## 家族
曾祖黃萱；祖父黃坤，贈監察御史；父黃正色，前監察御史。母蕭氏（封孺人）；繼母薛氏。嚴侍下。